# 小春まり
小春 まり（こはる まり、1991年12月13日 - ）は、日本のAV女優。
前名は上戸まり。2023年11月より「小春まり」として活動している。

## 略歴
2022年11月、マドンナの専属女優としてAVデビュー。LIGHT所属。
2023年6月28日の公式Xで、当月発売の作品をもって専属を離れ企画単体女優となることを報告。
2023年11月16日の公式Xで、ビーダッシュプロモーションに所属事務所を移籍し「小春まり」に改名することを報告。
2025年7月7日、デビュー3周年にあたる同年11月8日をもっての現役引退を発表。

## 人物
既婚者で、結婚前はアパレル系の仕事をしていた。
結婚して何の不満もない日々を過ごす中、30歳を目前にして自分のしてみたいことに目を向けてもいいのではと思い、自分の中の女性の“性”を取り戻したいと考えた時に興味のあったAV女優という仕事で自分を試したいと思ったことがAV女優となったきっかけ。
泣くような声でイクのが特徴的と言われ、その理由を当人は「気持ちがよすぎると怖くなってしまう」と述べている。
共働きの両親のもとに育ち、子供のころから作っていたことで料理が得意。

## 作品

### アダルトDVD
「上戸まり」名義
- 新人 上戸まり 30歳 AV DEBUT 輝く美白、真珠のように煌めくMadonna超新星―。（11月8日、マドンナ）※Blu-ray Disc版 同時発売

- マドンナ専属第2弾!!中出し解禁!! 夫の親友に孕ませられた私（3月28日、マドンナ）
- ワシ専用!! いいなり人妻中出しメイド 叔父の命令は絶対服従。種付け調教の日々―。（4月25日、マドンナ）[7]
- 合鍵をもらった人妻が、男子学生が卒業するまで中出しされた一人暮らし部屋。（5月23日、マドンナ）
- 夫不在の間、執拗な焦らしと寸止めで義父に言いなりペットとして飼われた7日間ー。（6月27日、マドンナ）
- 夫にひみつのイチャラブ不倫 美人妻の本能解放汁まみれのイチャラブセックス（7月27日、MERCURY）
- 恥辱の家庭訪問 人妻女教師（8月8日、オーロラプロジェクト・アネックス）
- 見知らぬ男と強制交尾 レイプ→メス堕ち→性奴隷 4 上戸まり（8月8日、セレブの友）
- 昼下がりの専業主婦 人妻母性マンション 〜旦那の不在中に中出しで可愛がる仲よし奥さんたちの幸せな日常〜（8月15日、本中）
- 北関東変態女探訪 S県K市在住シングルマザー 他人精子を着床希望 孕み中出しジャンキー まみさん(仮名)（9月7日、SODクリエイト）
- 「私、聞いてません!」 全シーン 即ハメ倒す! 4（9月12日、セレブの友）
- 息子の嫁が浮きブラ乳頭ビンビン! 「あぁ触りたい…」 変態義父に粘着こねくりレ×プされて乳首イキを覚えてしまった私（9月19日、ムーディーズ）
- NTRキボンヌ不倫願望妻 結婚3年目31歳 まりさん（9月19日、パコパコ団とゆかいな仲間たち）
- ママ友喰い無限ループ vol.24 まり 女子アナ系ママは知的で色白で濡れやすい…（9月19日、HALENTINO）
- 海外勤務の夫に隠れてお気持ち程度の小遣いで中出しさせる港区人妻 まり(31)（9月27日、FIRST STAR）
- 母子姦（10月10日、グローリークエスト）
- 天使のように優しい美人ナースさん! 「早漏に悩む童貞君の暴発改善のお手伝いしてくれませんか?」 男性器慣れしているようで意外とウブな看護師さんが早漏すぎる童貞君にムラムラ膣キュンしちゃって生中出し筆おろしSPECIAL!（10月27日、赤面女子）
- ホイホイぱんち32発目（11月7日、素人ホイホイ）※「彩」名義
- ホイホイhome おウチでヤろう 15（11月14日、素人ホイホイ）※「TOMARI」名義
- 「失神するほど気持ちイイ」 野外露出SEX 3（11月28日、セレブの友）
- 明日にはパパになるっていうのに、こんなことしていいんですか?（12月1日、ドリームチケット）
- 恥ずかしいけど触ってほしい。 経験少ない美人のヌルまんが名器過ぎた!（12月5日、S-Cute）
- マゾ覚醒スレンダーOL奴隷（12月5日、プラネットプラス）
- 4人の女上司と男はボク1人の出張で宿泊先は温泉宿!! 宴会で悪ノリする上司達はボクの巨チンがお気に召したようで… 混浴露天でハーレム乱交そして一晩中…（12月7日、FALENO TUBE）
- イチャラブ身内喰い 姉貴編（12月20日、ネクスト）
- メンエス嬢 布越しの誘惑だけかと思いきや!!これ?生ハメちゃうん?? ぬくもりが違う女神サービス 2（12月20日、ネクスト）
- ヤバすぎるサイコパスな義理の息子に支配される継母（12月31日、マザー）

- 不倫で目覚めたマゾ性癖（1月16日、KSB企画）
- ろくでなし男が群がるド淫乱な私 〜3SEX〜（1月23日、セレブの友）
- 禁断 エロのお世話してみました volume04（1月26日、DOC）

「小春まり」名義
- 露出ケツ穴＊ぺろぺろ散歩 アナル丸出し恥ずかしデートでヒクつく尻穴の匂いを嗅がれ舐めほじられアヘ顔アクメで美顏崩壊! 発情いいなりドM人妻が肛門クンニ哀願SEX まりさん(30歳)（2月6日、ディープス）

### ネット配信
- 彩（7月27日、素人ホイホイZ）
- 【これはもうほぼ処女?】それなりの年齢で経験人数4人、最後の彼氏と別れて4年、指を入れただけでわかる『それほどおち◯ちんを挿れてないおま◯こ』を皆様のおかずのために提供してくださいました。 ネットでAV応募→AV体験撮影 2008 まり 30歳 アパレル会社広報（7月28日、シロウトTV）
- TOMARI（8月2日、素人ホイホイSH）
- 夫だけじゃ満足できない! セフレが欲しい性に飢えた色白スレンダー人妻とマッチング♪ 華奢な身体でありながら綺麗に割れた腹筋の極上美ボディ… 肉棒を求めて一心不乱に腰を振りまくり不倫生ハメ2連戦!! 【まや / 29歳 / 結婚1年目】（8月14日、MOON FORCE）
- かすみ（8月23日、待ち伏せハンター）
- 【フェラ + 立ちバックの両穴責め】 旦那以外との刺激を求め乱交セックス!? クンニ手マンで潮吹くすけべ人妻は、チ●コをしゃぶるとタマまで丁寧に吸い付いちゃう! 満面の笑みでWフェラ → 立ちバックで突かれながらフェラ! 何回中に出されても止まらない性欲! 他人精液を浴びまくって満足しやがれッ!!! 【エロのお世話してみましたNO.14】【まり】（9月10日、街角シロウトナンパ）
- 木村（9月19日、素人ギャラリー）
- マジ軟派、初撮。 1974 「旦那がMなんで…」本当は自分がめちゃくちゃにされたい美人妻をナンパ!いつもとは真逆のSEXに夕飯の準備など忘れて悦びの絶叫!（10月11日、ナンパTV）
- まりさん（10月14日、俺の素人-Z-）
- #993 Mari（11月12日、S-Cute）
- ガチ●リ体型コンカフェ嬢に無許可中出し!オーナーにP活する勝ち気なスレンダーちゃんが孕まされて半ギレw【まり(21)】（11月19日、DOC）
- 上原さくら（12月22日、東京恋人酔拳）

### アダルトVR
- 美人看護師(人妻)に見つめられながら何度も射精させられる入院生活（2023年7月27日、unfinished）

## 出演

### 映画
- 復讐は囁きにのせて（2023年11月27日公開、オーピー映画） - 「カナ」役[8]
- トリプル・クライマックス 三人の女たち『迷妄』（2024年9月20日、オーピー映画）[9]

### YouTube
2023年
- △▽女優に人生相談（上戸まり先生）（3月4日、男子のたまり場Guysのゆう）
- ご主人にバレる覚悟で出演！三十路人妻女優「上戸まり」絶叫型を自覚したデビュー作。あの不倫疑惑芸能人が（3月24日、はだかいっかん!）
- 【上戸まりインタビュー】性の目覚めからデビューの感想まで質問責めにしてみた【前編】（5月16日、実話BUNKAタブーチャンネル）
- 【上戸まりインタビュー】ロリ熟女が持ち運ぶセックスノートの中身とは？【後編】（5月16日、実話BUNKAタブーチャンネル）

## 出版物

### 雑誌
- 実話BUNKA超タブー 2023年5月号（コアマガジン） - 袋とじ「上戸まりとデビュー作を一緒に鑑賞して初潮吹きの感想を訊いた」
- 週刊ポスト 2023年9月29日号（小学館） - 袋とじ「ランジェリーラグビー開幕/美女バスケット―ボール【激突】」
- 週刊プレイボーイ 2023年10月2日号 No.39・40（集英社） - インタビュー「次世代「ロリ熟女」AV女優!!」
- 月刊FANZA 2023年11月号（ジーオーティー） - インタビュー「BREAKING HOPE!」

### デジタル写真集
2023年
- ランジェリーラグビー2023（9月25日、小学館、撮影:富田恭透）
- 全裸バスケットボール2023（9月25日、小学館、撮影:富田恭透）
- マゾ覚醒スレンダーOL奴隷（12月5日、プラネットプラス）
- 明日にはパパになるっていうのに、こんなことしていいんですか?（12月22日、DT publishing）